# فضل مصطفى النقيب
فضل مصطفى النقيب هو كاتب وباحث أكاديمي متخصص في الاقتصاد السياسي، وله إسهامات بارزة في مجال الدراسات الإسرائيلية والاقتصاد السياسي. حصل على درجة الدكتوراه في الاقتصاد من جامعة واترلو في كندا، ويشغل منصب أستاذ الاقتصاد في نفس الجامعة.

## حياته
وُلد البروفيسور فضل مصطفى النقيب في مدينة الناصرة بفلسطين عام 1940. كان من أبرز المفكرين الاقتصاديين الفلسطينيين، وُصف بأنه "أب الاقتصاد الفلسطيني" نظرًا لإسهاماته الكبيرة في مجال الاقتصاد والتنمية.

## أبرز أعماله ومؤلفاته
- "اقتصاد إسرائيل على مشارف القرن الحادي والعشرين": يتناول فيه تحليلًا عميقًا للاقتصاد الإسرائيلي وتوجهاته المستقبلية.[1]
- "الاقتصاد السياسي لصناعة التقنية العالية في إسرائيل": يتناول فيه العلاقة بين السياسة والاقتصاد في قطاع التكنولوجيا الإسرائيلي، بالاشتراك مع الباحث مفيد أحمد قسوم.[2][3]
- "الحداثة ومثقفو التبعية العربية الجديدة": يناقش فيه تأثيرات المثقفين العرب الذين يتبنون أطروحات الحداثة تحت مظلة التبعية للغرب، منتقدًا هذا التوجه ومؤكدًا على ضرورة الحفاظ على الهوية الثقافية العربية.[4][5]

## مقالاته ومشاركاته
ساهم النقيب في العديد من المقالات والأبحاث التي تتناول القضايا السياسية والاقتصادية في المنطقة العربية، بما في ذلك مقالات حول غسان كنفاني وأيام جورج حبش، حيث شارك في حلقات "الشباب القومي العربي" في الخمسينيات من القرن الماضي، وكان له دور في تحرير مجلة "الرأي" التي كانت تصدر في دمشق.